# Dürrüşehvar Sultan
Dürrüşehvar Sultan, född 1914, död 2006, var en osmansk prinsessa, och kronprinsessa av Hyderabad 1931-1941.
Hon var dotter till Abd ül-Mecid II.
Det osmanska sultanatet avskaffades 1 november 1922 och det osmanska kalifatet i mars 1924, varefter alla medlemmar av den före detta osmanska dynastin förvisades från den nya republiken Turkiet. Familjen bosatte sig då i Nice i Frankrike, där de levde på underhåll från flera utländska muslimska kungafamiljer.
Hon mottog frierier från flera muslimska prinsar. Hon gifte sig 1931 med kronprins Azam Jah av Hyderabad, medan hennes kusin Nilufer Hanımsultan gifte sig med hennes svåger prins Moazzam Jah. Bröllopet fick mycket publicitet i samtida press. De båda nygifta paren reste sedan till Hyderabad i Indien via Venedig.
Paret fick två söner tillsammans, men hade ingen lycklig relation. Hennes make hade åtskilliga konkubiner, som hon inte låtsades om offentligt, och det fans många olikheter i deras personlighet. Dürrüşehvar Sultan beskrivs som vacker, elegant och majestätisk. Hon blev en succé i både den brittiska och i den västinfluerade inhemska societeten i Indien, där hon ägnade sig åt tennis och hästsport. Hon spelade även en viktig offentlig roll. Dürrüşehvar Sultan och hennes svägerska/kusin Nilufer Hanımsultan behövde inte underkasta sig någon purdah utan framträdde offentligt klädda i sari, ägnade sig åt välgörenhet och gynnade utbildning och kvinnors rättigheter. De hade fullt stöd av sin svärfar Asaf Jah VII, som stolt beskrev sina svärdöttrar som sina juveler. Hon och hennes make närvarade även vid den brittiska kröningen 1937.
Dürrüşehvar Sultan tog ut skilsmässa 1941. Hon bosatte sig efter skilsmässan i London.